# Manndorff (Adelsgeschlecht)

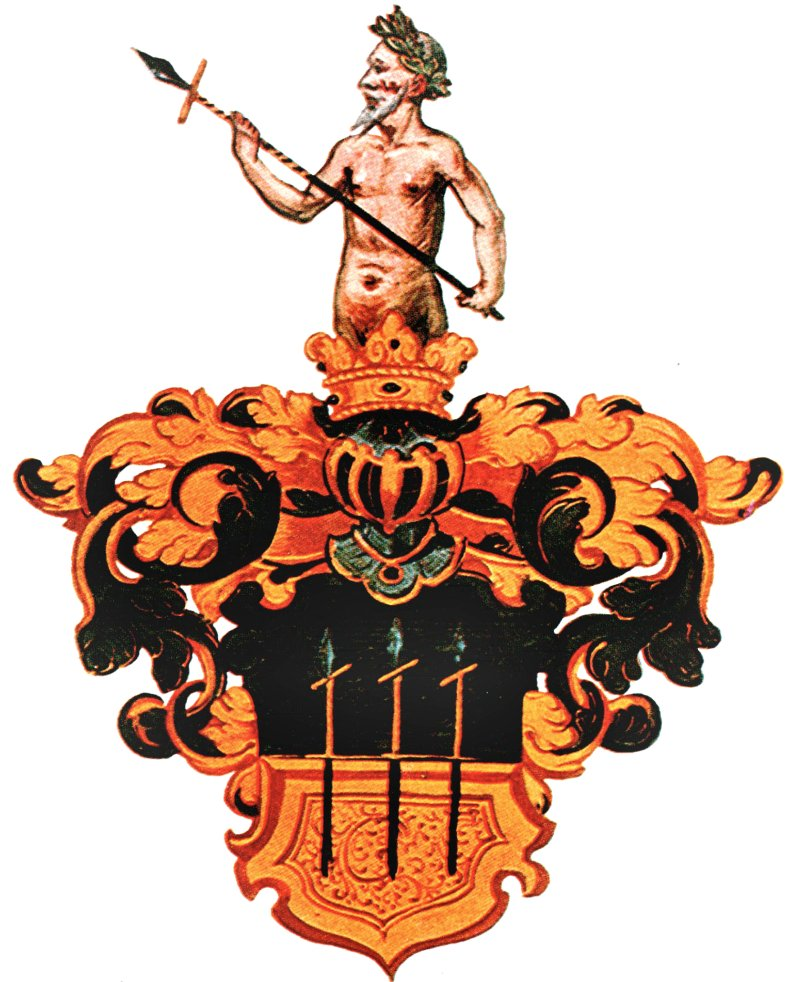
Stammwappen

Die Freiherren von und zu Manndorff zu Pfannhofen und Wissenau sind ein dem Kärntner Uradel angehöriges österreichisches Adelsgeschlecht.

## Herkunft und Standeserhebungen
Die Manndorff gelten neben den Metnitz als die älteste noch existierende Kärntner Adelsfamilie. Die Schreibweise des Namens wechselte zwischen Manndorff, Manndorf, Mandorf, Mondorf, Monsdorf, Mansdorf und Manstorff.
Der erste Namensträger, Hartemanus miles de Mondorf, erscheint urkundlich im Februar 1214 vor Akkon im Königreich Jerusalem als Zeuge auf einer Schenkungsurkunde des Wicard von Karlsperg über eine seiner Kärntner Besitzungen an das St. Johannis Hospital in Jerusalem. In der Zeugenreihe stehen neben dem Manndorff auch andere Mitglieder alteingesessener Kärntner Adelsfamilien, wie Silberberg, Gurniz und Perneck, die sich gemeinsam mit dem hochfreien Wicard von Karlsperg auf einer Pilgerfahrt im heiligen Land befanden. Die genaue Herkunft dieses ersten Manndorff bleibt im Dunkeln.
Einer auch von Georg Siegmund Freiherr von und zu Manndorff in seinem im Jahr 1688 im Schloss Manndorf verfassten „Manndorferischem Stamen Paumb“ niedergeschriebenen Legende zufolge sei im Jahr 1118 dem Herzog von Württemberg ein „großer wilder Mann zuegebracht worden, wellichen der Fürst auch mit einem grossen Weib hat verhüarathen lassen und nachdem sie vil Khinder meistens Süne erzeigt, hat der Fürst ihnen allen ein Dorff eingegeben undt geschenkht, und sie Manndorff genenet, hernach der Fürst zu Wiertenberg einen Krieg gehabt dorzur er obremelte Mandorffer etliche von selben wilden Man Süne apliciert, welliche sich in Khrieg wol und Ritterlich verhalten, so dann sie der Fürst zu wapenmässigen Edelleuth gemacht und ihnen in das Wapen zu einen Schildt einen nackten wilden tapferen Mann gegeben samt 3 Kriegsspiess …“. Für diese Geschichte gibt es keine historischen Belege.
Im 13. und im 14. Jahrhundert sind viele weitere Manndorff in Kärnten urkundlich belegt und die Familie wird schon im Kärntner Adelsregister vom Jahre 1446 als Landstand in Kärnten genannt.
Hans von und zu Manndorf, Herr auf Manndorf, Gurnitz, Waldenstein, Wiesenau und Flaschberg, kaiserlicher Generaleinnehmer in Kärnten, wurde am 3. Januar 1625 auch in den Landstand von Krain aufgenommen.
Den reichs- und erbländisch-österreichische Freiherrenstand mit „Herr auf Pfannhoffen und Wißenau“ und Wappenvereinigung mit denen der erloschenen Haßlinger zu Pfannhofen und Seepühl und der erloschenen von Pibriach zum Biberstein erhielt die Familie von Kaiser Ferdinand III. in Ebersdorf am 15. September 1644.

## Besitzungen

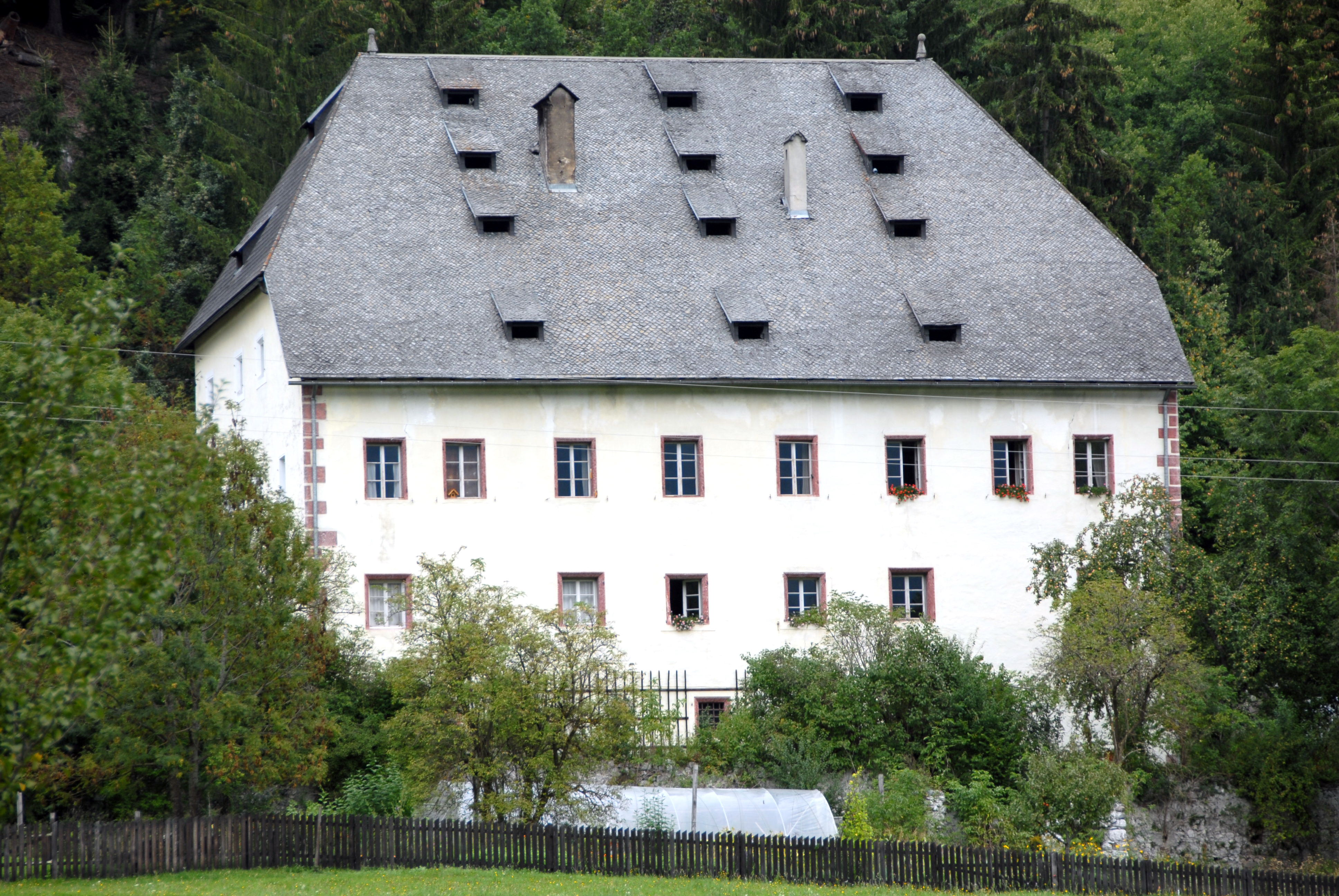
Schloss Manndorf

Über die Jahrhunderte besaßen die Manndorff in Kärnten unter anderem die Herrschaften und Schlösser
- Manndorf
- Pfannhofen
- Wiesenau
- Schüttbach
- Pittersberg
- Goldenstein
- Rothenthurn
- Flaschberg
- Wulross
- Biberstein
- Neudenstein
- Krastowitz
- Seebichl
- Vorderberg
- Dietrichstein
- Söbriach
- Görtschachhof
- Waldenstein
- Gurnitz
- Oberfalkenstein
- Winklern

Weitere Besitzungen der Familie befanden sich im heutigen Osttirol, in Krain (heutiges Slowenien) und Ungarn.
Hans von Manndorff gründete 1520 das Kloster Maria Luggau im Lesachtal (sh. auch Thomas Tiefenbacher: Helena – eine geschichtliche Erzählung, Klagenfurt 1958) und baute um 1500 das Gut Edling bei Kötschach im oberen Gailtal in Kärnten zum Schloss um, das er Manndorf nannte. Schloss Manndorf gilt als einer der frühesten Schlossbauten in Kärnten.

## Personen
- Hans von Manndorff (1480–1530) war kaiserlicher Kriegszahlmeister in Wien.
- Joachim (1507–1556), Caspar (1536–1618), Hans III. (1571–1629) von Manndorff waren Generaleinnehmer in Kärnten.

Viele andere Manndorff traten als ständische Abgeordnete zum Kärntner Landtag in Erscheinung. Das Wappen der Familie Manndorff ist im Wappensaal des Landhaus Klagenfurt fünf Mal vertreten.
- Balthasar von Manndorff (1574–1628) war ein bekannter Söldner im Dreißigjährigen Krieg, Hauptmann in den Kriegen gegen Italien und wurde 1628 im Duell von einem Herrn von Aschau erstochen.
- Johann Ferdinand Reichsfreiherr von und zu Manndorff (1644–1696) und seine Frau Anna, geb. Gräfin von Hohenwart, verließen als Protestanten Kärnten um 1690 und ließen sich in Ungarn und im heutigen Burgenland nieder, wo sie die Schlösser und Herrschaften Galoshaza, Nikitsch und Pilgersdorf erwarben.
- Vincenz Reichsfreiherr von und zu Manndorff (1755–1820) war Kreishauptmann von Radom, Lublin und Samocse in Galizien im heutigen Polen.

Durch die Heirat von Anton Konrad (1797–1866) mit Anna Maria Gräfin von Esterházy-Galantha entstand eine in Siebenbürgen ansässige ungarische Linie der Familie Manndorff, welche mit dem Tod von Anton (1922–1978) erlosch.
- Der dieser ungarischen Linie entstammende Geza Reichsfreiherr von und zu Manndorff (1860–1925) war Abgeordneter zum ungarischen Reichstag.

- Rudolph (1849–1918) trat als politischer Schriftsteller in Erscheinung. Sein Sohn Maximilian Reichsfreiherr von und zu Manndorff (1888–1970) war Erzieher des Erzherzogs Gottfried, nach Ende der K.u.k. Monarchie Magistratsdirektor in Waidhofen/Ybbs und Kommandant der Niederösterreichischen Heimwehr.

Durch dessen Heirat mit Albertine von Mannlicher (1893–1957) sind alle heute noch lebenden Namensträger auch Nachkommen des Erfinders und Waffenkonstrukteurs Ferdinand Ritter von Mannlicher.
- Ferdinand Manndorff (1922–2013) war Politiker und Abgeordneter zum Niederösterreichischen Landtag und zum Österreichischen Nationalrat sowie langjähriger Bürgermeister der Marktgemeinde Hinterbrühl im Wienerwald. Dessen Sohn Andy Manndorff (1957–2017) war ein bekannter Komponist und Jazzgitarrist.

- Hans Manndorff (1928–2016), Bruder von Ferdinand Manndorff war langjähriger Direktor des Museums für Völkerkunde in Wien

## Stammliste

### Stammliste bis Niklas Ehrenreich von Manndorff
1. Achaz Mandorfer († 1448) ⚭ Elisabeth Stainpekh
  1. Ulrich Maindorfer ⚭ I. Elisabeth Fleckh von Penck, ⚭ II. Ursula Anna Plazoller zu Plazoll
    1. (II.) Hans Mandorfer (1480–1530), kaiserlicher Kriegszahlmeister ⚭ Anna Söll von Teisegg
      1. Joachim Mandorfer (1507–1556), Generaleinnehmer in Kärnten ⚭ Dorothea von Graben zum Stein
        1. Caspar Manndorfer zu Mandorf und Placzoll (1536–1618), Generaleinnehmer in Kärnten ⚭ Helena von Pibriach zum Biberstein 
          1. Hans von und zu Manndorf (1571–1629), Generaleinnehmer in Kärnten ⚭ Margarethe Hasslinger zu Pfannhofen und Seepühl
            1. Freiherr Siegmund Friedrich von Manndorff, Herr auf Pfannhofen und Wissenau (1613–1683) ⚭ Katharina Barbara von Attems-Petzenstein
              1. Freiherr Georg Siegmund von Manndorff (1638–1700) ⚭ Gräfin Anastasia zu Spaur und Flavon
                1. Freiherr Georg Mathias von Manndorff (1678–1758) ⚭ I. Freiin Maria Magdalena von Gaisruck; ⚭ II. Maria Theresia Kemetter Freiin zu Trübein
                  1. Freiin Maria Anna Katharina Josepha Nepomucena von Manndorff (* 1722)
                  2. Freiherr Niklas Ehrenreich von Manndorff (* 1725) ⚭ Maria Theresia Menkhover von Menkhoven (1717–1794)

### Stammliste nach Niklas Ehrenreich von Manndorff
1. Freiherr Franz von Manndorff (1754–1797)
2. Freiherr Vinzenz von Manndorff (1755–1820) ⚭ I. Freiin Maria Philippine Vanczura z Rzehnicz; ⚭ II. Karoline Vanczura z Rzehnicz Kreishauptmann von Radom, Liblin und Samocse in Galizien im heutigen Polen
  1. (I.) Freiin Friederike von Manndorff (* 1864)
  2. (II.) Freiherr Anton von Manndorff von Pfannhofen und Wiesenau (1797–1866) ⚭ Gräfin Anna Mária Esterházy de Galántha
    1. Freiin Josefine von Manndorff (1833–1890)
    2. Freiherr Karl von Manndorff (1834–1866)
      1. Freiherr Geza von Manndorff (1860–1925) Dr. jur., Gutsbesitzer in Velencze, k.u.k. Lt. d. Res., Abg. d. ungar. Reichstags ⚭ Gizella Korbuly, 
        1. Freiherr Bela von Manndorff (1892–1971) Dipl.-Ing., Rittmeister d. Res. ⚭ I. Ella Meszleny von Meszlen; ⚭ II Alexa Halasz v. Dabas
          1. Eva Anna Maria Manndorff (1920–2004)
          2. Anton Manndorff (1922–1978) ⚭ I Alexa Herresbacher; ⚭ II Marianne Rousso
            1. Nikolaus Bela Manndorff (1948–1970)

          3. Elisabeth Manndorff (1926–2010), Ordensfrau im Sacre Coeur in Bregenz, Riedenburg

        2. Freiin Anna Maria von Manndorff (1893–1968)

  3. (II.) Freiherr Adolf von Manndorff, Herr auf Pfannhofen und Wissenau (1802–1876) ⚭ I. Freiin Eleonore Helversen von Helversheim; ⚭ II. Luise Kager Freiin von Stampach; ⚭ III. Johanna Schild
    1. (I.) Freiin Maria von Manndorff (1841–1848)
    2. (I.) Freiin Caroline von Manndorff (1842–1852)
    3. (I.) Freiin Melanie von Manndorff (1843–1857)
    4. (I.) Freiin Ottilie von Manndorff (1844–1870)
    5. (I.) Freiherr Rudolf von Manndorff (1849–1918) politischer Schriftsteller ⚭ Sophia Fiedler
      1. Freiin Miriam von Manndorff (1880–1934)
      2. Freiherr Rudolf von Manndorff (1882–1912)
      3. Freiin Gabriele von Manndorff (1883–1940)
      4. Freiherr Franz Xaver von Manndorff (1885–1941) ⚭ Anna Kropfitsch
        1. Freiin Guida von Manndorff (1912–2004)
        2. Freiherr Rudolf von Manndorff (1914–1941)

      5. Freiherr Udo von Manndorff (1886–1901)
      6. Freiin Sophie von Manndorff (1887–1949)
      7. Freiherr Maximilian von Manndorff (1888–1970) Dr. jur., Erzieher des Erzherzogs Gottfried, Magistratsdirektor in Waidhofen/Ybbs und Kommandant der Niederösterreichischen Heimwehr; ⚭ Albertine von Mannlicher
        1. Ferdinand Manndorff (1922–2013) Politiker und Abgeordneter zum Niederösterreichischen Landtag und zum Österreichischen Nationalrat ⚭ I. Hildegard Petrasch; ⚭ II. Dorothea Feldhahn; ⚭ III. Johanna Ritter
          1. (I.) Hartmann Rudolf Maria Manndorff (* 1951) ⚭ Patricia Danninger
            1. Maximilian Friedrich Maria Manndorff (* 1989)
            2. Isabella Katharina Maria Manndorff (* 1991)
            3. Sophia Anna Maria Manndorff (* 1993)

          2. (II.) Andy Manndorff (1957–2017), Komponist und Jazzgitarrist, ⚭ I. Andrea Schneider

        2. Harti Manndorff (1924–1944), Fliegerleutnant
        3. Lore Manndorff (1926–1992)
        4. Hans Manndorff (1928–2016) Direktor des Museums für Völkerkunde in Wien ⚭ I. Gertrude Graf ⚭ II. Elisabeth Bauer
          1. (I.) Wolfgang Manndorff (* 1960)
          2. (I.) Rudolf Manndorff (* 1963) Pilot ⚭ Anette Schneider
            1. Julian Manndorff (* 1999)

          3. (II.) Hemma Manndorff (* 1984)

        5. Maria Manndoff (* 1934) ⚭ I. DI Nikolaus Rohla; ⚭ II. Herbert Melichar; ⚭ III. Wolfgang Lorenzoni
        6. Franzi Manndorff (* 1936) Vorstandsdirektor einer Versicherungsgesellschaft, Major der Res. ⚭ I. Elisabeth Daublebsky von Eichhain; ⚭ II. Irene Umgeher
          1. Georg Manndorff (* 1969)
          2. Johannes Manndorff (* 1970)

      8. Freiherr Johann von Manndorff (1890–1891)
      9. Freiin Helene von Manndorff (1892–1969)
      10. Freiin Mathilde von Manndorff (1893–1970)
      11. Freiherr Johann von Manndorff (1894–1895)

    6. (I.) Freiin Maria von Manndorff (*/† 1850)
    7. (II.) Freiin Philomena von Manndorff (1872–1948)
    8. (II.) Freiherr Robert von Manndorff (1874–1937)

  4. Freiin Nepomucena von Manndorff

## Wappen
- Stammwappen: In von Schwarz und Gold geteiltem Schilde drei Spieße (Saufedern) in gewechselter Farbe nebeneinander. Helm mit schwarz-goldenen Decken ein von der Hüfte an aufrecht vorwärts-gekehrter grün-bekränzter wilder Mann, einen der Spieße mit beiden Händen derart schrägrechts vor sich haltend, dass die rechte den goldenen, die linke Hand den schwarzen Teil anfasst. In den ältesten Siegeln sind statt der Spieße Strichpfähle im Schild, wahrscheinlich waren sie golden in schwarz.

- Wappen (1644): Geviert und belegt mit Herzschild wie Stammwappen; 1 und 4 in Schwarz ein einwerts-gekehrter aufgerichteter zweischwänziger goldener Löwe, einen drei-blättrigen grünen Haselzweig haltend (erloschene Haßlinger); 2 und 3 in Gold ein blauer Schrägrechtsbalken, den seiner Länge nach ein natürlicher Biber hinaufläuft (erloschene von Pibriach). - Drei Helme, auf dem rechten mit schwarz-goldenen Decken der Löwe wachsend (erloschene Haßlinger), mitten Stammwappen., auf dem linken mit blau-goldenen Decken der Biber aufgerichtet (erloschene von Pibriach)